# Caratê nos Jogos Pan-Americanos de 2019 - Até 55 kg feminino
A categoria até 55 kg feminino foi disputada nas competições do caratê nos Jogos Pan-Americanos de 2019, em Lima. Foi realizada no Polideportivo de Villa El Salvador no dia 10 de agosto.

## Calendário
Horário local (UTC-5).
| Data         | Horário | Fase          |
| ------------ | ------- | ------------- |
| 10 de agosto | 11:50   | Primeira fase |
| 10 de agosto | 16:00   | Semifinal     |
| 10 de agosto | 17:35   | Final         |

## Medalhistas
| Ouro   | BRA Valéria Kumizaki                 |
| Prata  | CAN Kathryn Campbell                 |
| Bronze | CUB Baurelys Torres MEX Paula Flores |

## Resultados

### Grupo 1
| Atleta              | Nação         | J | V | E | D | Pontos | Pontos | Pontos |
| Atleta              | Nação         | J | V | E | D | PF     | PC     | Dif    |
| ------------------- | ------------- | - | - | - | - | ------ | ------ | ------ |
| Baurelys Torres     | CUB Cuba      | 3 | 3 | 0 | 0 | 15     | 1      | +14    |
| Kathryn Campbell    | CAN Canadá    | 3 | 1 | 0 | 2 | 11     | 20     | -9     |
| Genesis Navarrete   | VEN Venezuela | 3 | 1 | 0 | 2 | 10     | 11     | -1     |
| Alessandra Vindrola | PER Peru      | 3 | 1 | 0 | 2 | 6      | 10     | -4     |

|                           | Score |                           |
| ------------------------- | ----- | ------------------------- |
| Baurelys Torres (CUB)     | 3–1   | Genesis Navarrete (VEN)   |
| Alessandra Vindrola (PER) | 5–4   | Kathryn Campbell (CAN)    |
| Baurelys Torres (CUB)     | 3–0   | Alessandra Vindrola (PER) |
| Kathryn Campbell (CAN)    | 7–6   | Genesis Navarrete (VEN)   |
| Baurelys Torres (CUB)     | 9–0   | Kathryn Campbell (CAN)    |
| Genesis Navarrete (VEN)   | 3–1   | Alessandra Vindrola (PER) |

### Grupo 2
| Atleta           | Nação      | J | V | E | D | Pontos | Pontos | Pontos |
| Atleta           | Nação      | J | V | E | D | PF     | PC     | Dif    |
| ---------------- | ---------- | - | - | - | - | ------ | ------ | ------ |
| Paula Flores     | MEX México | 3 | 3 | 0 | 0 | 7      | 4      | +3     |
| Valéria Kumizaki | BRA Brasil | 3 | 2 | 0 | 1 | 1      | 1      | 0      |
| Yaremi Borzelli  | PAN Panamá | 3 | 1 | 0 | 2 | 8      | 3      | +5     |
| Tihare Astudillo | CHI Chile  | 3 | 0 | 0 | 3 | 5      | 13     | -8     |

|                        | Score |                        |
| ---------------------- | ----- | ---------------------- |
| Tihare Astudillo (CHI) | 4–5   | Paula Flores (MEX)     |
| Yaremi Borzelli (PAN)  | 0–1   | Valéria Kumizaki (BRA) |
| Tihare Astudillo (CHI) | 1–8   | Yaremi Borzelli (PAN)  |
| Valéria Kumizaki (BRA) | 0–1   | Paula Flores (MEX)     |
| Tihare Astudillo (CHI) | 0-0   | Valéria Kumizaki (BRA) |
| Paula Flores (MEX)     | 1-0   | Yaremi Borzelli (PAN)  |

### Finais
|  | Semifinais             | Semifinais             |   |  | Disputa do ouro        | Disputa do ouro |  |
|  |                        |                        |   |  |                        |                 |  |
|  |                        |                        |   |  |                        |                 |  |
|  | Baurelys Torres (CUB)  | 0                      |   |  |                        |                 |  |
|  | Valéria Kumizaki (BRA) | 3                      |   |  |                        |                 |  |
|  |                        |                        |   |  |                        |                 |  |
|  |                        |                        |   |  |                        |                 |  |
|  |                        |                        |   |  | Valéria Kumizaki (BRA) | 4               |  |
|  |                        | Kathryn Campbell (CAN) | 1 |  |                        |                 |  |
|  |                        |                        |   |  |                        |                 |  |
|  |                        |                        |   |  |                        |                 |  |
|  |                        |                        |   |  |                        |                 |  |
|  |                        |                        |   |  |                        |                 |  |
|  | Kathryn Campbell (CAN) | 4                      |   |  |                        |                 |  |
|  | Paula Flores (MEX)     | 1                      |   |  |                        |                 |  |